# Tritomaria exsectiformis
Tritomaria exsectiformis ist eine Lebermoos-Art aus der Familie Lophoziaceae und gehört zur Gruppe der beblätterten Lebermoose. Es gibt mehrere deutsche Namen dieser Art: Großzelliges Schieflebermoos, Großzelliges Ungleichlappenmoos, Dreieckgemmen-Ungleichlappenmoos.

## Merkmale
Die Pflanzen sind grün bis braun, aufsteigend und bis 2,5 Zentimeter lang. Sie bilden oft kleine, lockere Rasen. Die Blätter sind quer angewachsen, oft spreizend, rinnig, aber nicht gekielt. Die Blattspitze ist gewöhnlich in drei zugespitzte, ungleich große Lappen geteilt. Die Blattzellen sind abgerundet quadratisch bis rechteckig, derbwandig mit teils deutlich verdickten Zellecken, in der Blattmitte zirka 20 bis 30 Mikrometer groß. Pro Blattzelle sind etwa 6 bis 9, zum Teil auch mehrere Ölkörper vorhanden. Unterblätter fehlen.
Die Geschlechterverteilung ist diözisch. Sporogone sind selten. Brutkörper werden in großer Zahl an den Spitzen der obersten Blätter gebildet, sie sind rotbraun, meist stumpf dreieckig, zweizellig und 20 bis 26 Mikrometer groß.
Tritomaria exsectiformis ist von der Schwesterart Tritomaria exsecta in der Natur habituell kaum zu unterscheiden. Tritomaria exsectiformis hat größere Blattzellen und größere, oft etwas eckige Brutkörper.

## Standortansprüche
Die Art lebt an sonnigen bis mäßig schattigen, trockenen bis mäßig feuchten, kalkarmen, sauren Standorten auf Silikatfels und Blöcken, auf torfigen, sandigen oder lehmigen Böden, an Erdrainen, epiphytisch an Baumbasen, selten auf Totholz. Oberhalb der Waldgrenze wächst sie auf saurem Humus in Felsfluren, Alpinrasen und Zwergstrauchheiden. Die Wuchsorte sind allgemein trockener und heller als die von Tritomaria exsecta.

## Verbreitung
Das Verbreitungsgebiet ist die Nordhalbkugel. In Europa reicht es nordwärts bis zum südlichen Skandinavien, im Süden ist das Mittelmeergebiet ausgenommen. Weitere Vorkommen gibt im Kaukasus, in der Türkei, in Sibirien und im nördlichen Nordamerika.
In Deutschland ist die Hauptverbreitung im Berg- und Hügelland von Süd- und Mitteldeutschland. Im Flachland ist die Art selten.
In Österreich kommt die Art von der submontanen bis zur alpinen Höhenstufe, bis etwa 2700 Meter Höhe, vor, ist in den Zentralalpen verbreitet bis zerstreut, sonst meist selten.